# Avon-aquaduct

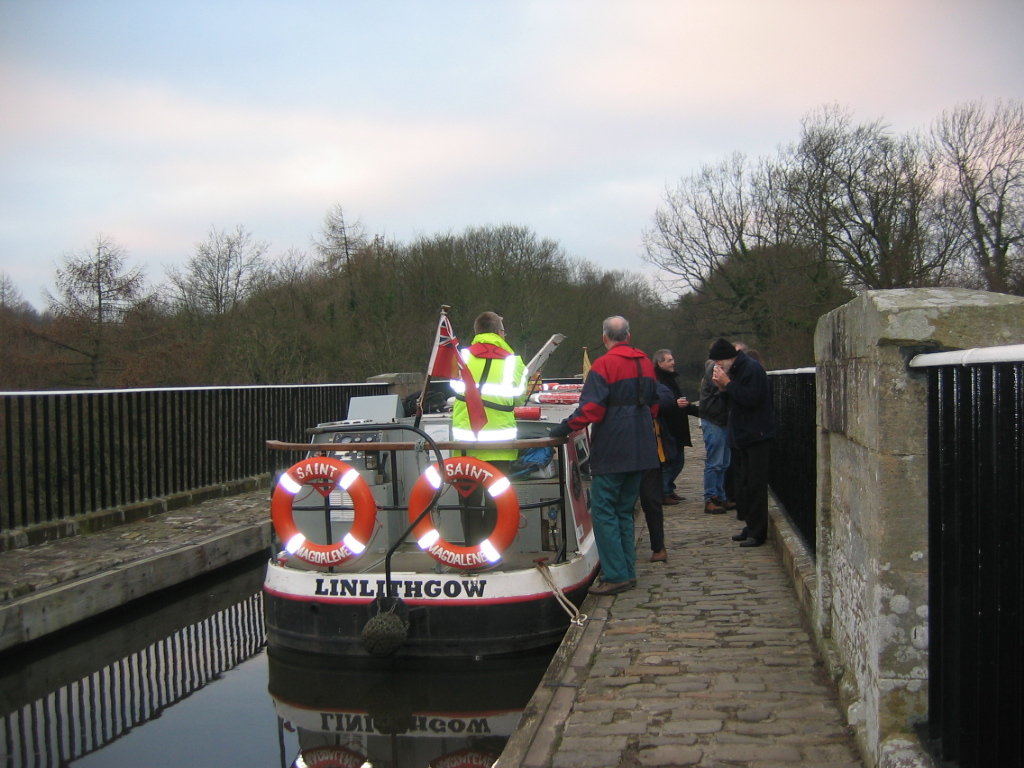
Een pleziervaartuig op de kanaalbrug

Het Avon-aquaduct is een kanaalbrug in het Union Canal die de Avon-rivier overbrugt. De brug ligt bij de Schotse plaats Linlithgow.

## Ontwerp
De kanaalbrug is een ontwerp van de Schotse ingenieur Hugh Baird (1770-1824). Baird was ook nauw betrokken bij de aanleg van het Union Canal waarvan de kanaalbrug een belangrijk onderdeel is. Hij kreeg hierbij de hulp van Thomas Telford. Telford vond zijn ontwerp overdadig, hij zag geen noodzaak om de ijzeren vaarbak zo zwaar te ondersteunen met natuurstenen pilaren. Baird hield vast aan zijn ontwerp en de bouw vond plaats tussen 1819 en 1821. De aannemer was voor de bouw was het bedrijf Messrs. Craven, Whitaker en Nowell, zo genoemd naar de drie partners in de onderneming.

## Beschrijving
Bij de bouw van het Barton-aquaduct, gereedgekomen in 1761, en daaropvolgende kanaalbruggen, werden grote hoeveelheden metselwerk en klei gebruikt om waterdichtheid te verkrijgen. Na het succes van de Iron Bridge in 1779, gebruikte Telford gietijzer voor de bouw van de kanaalbruggen van Chirk en Pontcysyllte. Bij het Avon-aquaduct werd ook gebruik gemaakt van een gietijzeren bak. De bak was waterdicht en de druk van het water op de wanden werd voldoende opgevangen.
De kanaalbrug is 250 meter lang en ligt zo'n 26 meter boven de rivier de Avon. De gietijzerenbak wordt gedragen door twaalf segmentbogen, elk met een onderlinge afstand van 15 meter. De pijlers zijn hol en er is een kleine deur die toegang geeft tot de binnenruimte. Op de brug ligt aan beide zijden van de vaarweg een stenen jaagpad van 1,2 meter breed.
Het is de op een na langste kanaalbrug in het Verenigd Koninkrijk, alleen het Pontcysyllte-aquaduct in Wales is nog langer.
In februari 1971 kreeg de brug een Category A-status, een bouwwerk van nationaal of internationaal belang.